# Estació de Llerona
L'estació de Llerona és un baixador de ferrocarril en desús. És propietat d'adif i se situa al nucli de població de Llerona, a les Franqueses del Vallès, comarca del Vallès Oriental. L'estació es troba a la línia Barcelona-Ripoll, tot i que no hi efectua parada cap tren.
Va ser inaugurada el 30 de juliol de 1944, i des de 1993 no s'hi atura cap tren. Consta d'una via general amb una andana a l'esquerra en sentit nord, on s'hi ubica una marquesina d'obra. Les seves instal·lacions, tant l'andana com el refugi, es troben en estat d'abandonament tot i estar situades prop de zones habitades. No obstant, segueix exposat el rètol de l'estació, a l'estil de les estacions de la línia de la companyia dels Ferrocarrils del Nord.